# Football League Trophy 2012/13

Logo der Football League Trophy
(Johnstone's Paint Trophy)

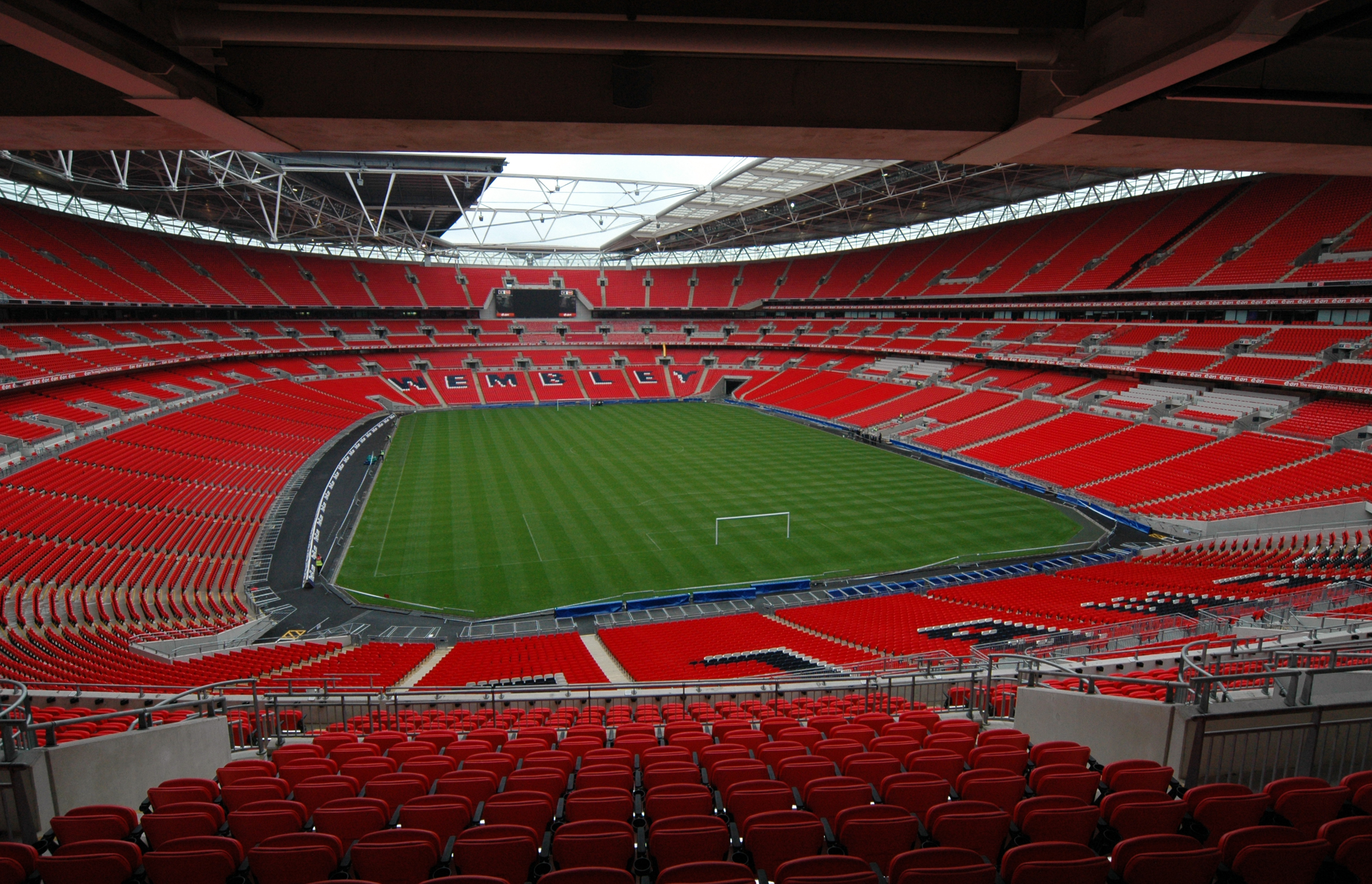
Das Wembley-Stadion in London, Austragungsort des Pokalfinales

Die Football League Trophy 2012/13, auch bekannt unter dem Namen des Hauptsponsors Johnstone's Paint Trophy, war die 29. Austragung dieses Pokalwettbewerbs für die Mannschaften der Football League One und Football League Two, der dritten und vierten Liga im englischen Fußball.
48 Vereine nahmen an den Spielen um die Football League Trophy 2012/13 teil, welche am 4. September 2012 begannen und am 7. April 2013 mit dem Finale zwischen Crewe Alexandra und Southend United im Wembley-Stadion in London endeten, das Crewe Alexandra mit 2:0 gewinnen konnte.

## Modus
Die Football League Trophy wird in Runden ausgespielt. Es nehmen nur Mannschaften der Football League One und Football League Two teil sowie ausgewählte eingeladene Vereine der Conference National. Sie spielen im K.-o.-System in einfachen Spielen in einer nördlichen und südlichen Region (Northern und Southern Section) ihren Gewinner aus. Die beiden Regionengewinner treten dann im Wembley-Stadion gegeneinander an, um den Pokalsieger zu ermitteln.

## Erste Runde
Die Auslosung der ersten Runde fand am 18. August 2012 statt. Sechzehn Vereine erhielten aufgrund der ungünstigen Anzahl der teilnehmenden Vereine ein Freilos für die zweite Runde. Die restlichen 32 Vereine wurden in vier geografische Regionen (Nordwest, Nordost, Südwest, Südost) innerhalb der zwei sections aufgeteilt. Die Spiele wurden am 4. und 5. September 2012 ausgetragen.

### Northern Section
|                    | Ergebnis         |                   |
| ------------------ | ---------------- | ----------------- |
| Nordwest           |                  |                   |
| AFC Rochdale       | 2:2 (4:2 i. E.)  | Fleetwood Town    |
| Carlisle United    | 1:1 (1:3 i. E.)  | Preston North End |
| Accrington Stanley | 0:2              | FC Morecambe      |
| Port Vale          | 2:0              | Tranmere Rovers   |
| Nordost            |                  |                   |
| Rotherham United   | 0:1              | York City         |
| FC Chesterfield    | 2:1              | Oldham Athletic   |
| Coventry City      | 0:0 (10:9 i. E.) | Burton Albion     |
| Scunthorpe United  | 1:2              | Notts County      |

Freilose: Bradford City, FC Bury, Crewe Alexandra, Doncaster Rovers, Hartlepool United, Sheffield United, Shrewsbury Town, FC Walsall

### Southern Section
|                      | Ergebnis        |                    |
| -------------------- | --------------- | ------------------ |
| Südwest              |                 |                    |
| Oxford United        | 1:0             | Swindon Town       |
| Bristol Rovers       | 0:3             | Yeovil Town        |
| FC Portsmouth        | 2:2 (4:3 i. E.) | AFC Bournemouth    |
| Exeter City          | 0:0 (3:4 i. E.) | Aldershot Town     |
| Südost               |                 |                    |
| Southend United      | 2:1             | AFC Wimbledon      |
| Dagenham & Redbridge | 3:2             | FC Stevenage       |
| Northampton Town     | 1:0             | Milton Keynes Dons |
| Crawley Town         | 3:2             | FC Gillingham      |

Freilose: FC Barnet, FC Brentford, Cheltenham Town, Colchester United, Leyton Orient, Plymouth Argyle, Torquay United, Wycombe Wanderers

## Zweite Runde
Die Auslosung der zweiten Runde fand am 8. September 2012 statt. Die Spiele wurden am 9./16./17. Oktober 2012 ausgetragen.

### Northern Section
|                   | Ergebnis        |                   |
| ----------------- | --------------- | ----------------- |
| Nordwest          |                 |                   |
| Shrewsbury Town   | 1:2             | Crewe Alexandra   |
| AFC Rochdale      | 2:2 (4:5 i. E.) | FC Bury           |
| FC Morecambe      | 2:4             | Preston North End |
| FC Walsall        | 1:1 (1:3 i. E.) | Port Vale         |
| Nordost           |                 |                   |
| Doncaster Rovers  | 1:0             | FC Chesterfield   |
| York City         | 0:4             | Coventry City     |
| Notts County      | 1:4             | Sheffield United  |
| Hartlepool United | 0:0 (2:3 i. E.) | Bradford City     |

### Southern Section
|                  | Ergebnis        |                      |
| ---------------- | --------------- | -------------------- |
| Südwest          |                 |                      |
| FC Portsmouth    | 1:3             | Wycombe Wanderers    |
| Cheltenham Town  | 2:4             | Oxford United        |
| Torquay United   | 2:2 (4:5 i. E.) | Yeovil Town          |
| Plymouth Argyle  | 2:1             | Aldershot Town       |
| Südost           |                 |                      |
| Northampton Town | 2:1             | Colchester United    |
| Leyton Orient    | 1:0             | FC Barnet            |
| FC Brentford     | 1:0             | Crawley Town         |
| Southend United  | 2:0             | Dagenham & Redbridge |

## Viertelfinale
Die Auslosung der Viertelfinalspiele fand am 13. Oktober 2012 statt. Die Spiele wurden am 4./5./18. Dezember 2012 ausgetragen.

### Northern Section
|                 | Ergebnis        |                   |
| --------------- | --------------- | ----------------- |
| Crewe Alexandra | 1:1 (5:3 i. E.) | Doncaster Rovers  |
| FC Bury         | 3:3 (4:5 i. E.) | Preston North End |
| Port Vale       | 0:2             | Bradford City     |
| Coventry City   | 1:1 (4:1 i. E.) | Sheffield United  |

### Southern Section
|                  | Ergebnis        |                   |
| ---------------- | --------------- | ----------------- |
| Northampton Town | 0:3             | Leyton Orient     |
| Southend United  | 2:1             | FC Brentford      |
| Yeovil Town      | 2:0             | Wycombe Wanderers |
| Plymouth Argyle  | 1:1 (1:3 i. E.) | Oxford United     |

## Halbfinale
Die Auslosung der Halbfinalspiele fand am 8. Dezember 2012 statt. Die Spiele wurden am 8./10./15. Januar 2013 ausgetragen.

### Northern Section
|                 | Ergebnis |                   |
| --------------- | -------- | ----------------- |
| Coventry City   | 2:0      | Preston North End |
| Crewe Alexandra | 4:1      | Bradford City     |

### Southern Section
|               | Ergebnis        |                 |
| ------------- | --------------- | --------------- |
| Oxford United | 3:3 (3:5 i. E.) | Southend United |
| Leyton Orient | 1:0             | Yeovil Town     |

## Regionen Finale
Die Finalspiele der Northern und Southern Section dienen gleichzeitig als Halbfinale für den gesamten Wettbewerb.
Sie wurden in einem Hin- und Rückspiel entschieden. Die Spiele wurden am 5. und 20. Februar 2013 ausgetragen.

### Northern Section
|               | Gesamt |                 | Hinspiel | Rückspiel |
| ------------- | ------ | --------------- | -------- | --------- |
| Coventry City | 2:3    | Crewe Alexandra | 0:3      | 2:0       |

### Southern Section
|               | Gesamt |                 | Hinspiel | Rückspiel |
| ------------- | ------ | --------------- | -------- | --------- |
| Leyton Orient | 2:3    | Southend United | 0:1      | 2:2       |

## Finale
| Crewe Alexandra                                                       | Crewe Alexandra | Southend United | Southend United |
| --------------------------------------------------------------------- | --- | --- | --------------- |
| Crewe Alexandra                                                       | \| Sonntag, 7. April 2013 um 13:15 Uhr (MEZ) in London (Wembley-Stadion) \| \| Ergebnis: 2:0 (1:0) \| \| Zuschauer: 43.842 \| \| Schiedsrichter: Nigel Miller \| \| Spielbericht \|                                                            | \| Sonntag, 7. April 2013 um 13:15 Uhr (MEZ) in London (Wembley-Stadion) \| \| Ergebnis: 2:0 (1:0) \| \| Zuschauer: 43.842 \| \| Schiedsrichter: Nigel Miller \| \| Spielbericht \|                                                                      | Southend United |
| Crewe Alexandra                                                       | Steve Phillips – Kelvin Mellor, Harry Davis, Mark Ellis, Matt Tootle – Byron Moore, Luke Murphy, Abdul Osman, Bradden Inman (69. Ryan Colclough) – Max Clayton (83. AJ Leitch-Smith), Chuks Aneke (90.+2' George Ray) Cheftrainer: Steve Davis | Paul Smith – Sean Clohessy, Ryan Cresswell, Luke Prosser, Chris Baker (57. Ben Reeves) – Kevan Hurst, Tamika Mkandawire (77. Freddy Eastwood), Bilel Mohsni (57. Barry Corr), Anthony Straker – Gavin Tomlin, Britt Assombalonga Cheftrainer: Phil Brown | Southend United |
| Crewe Alexandra                                                       | 1:0 Luke Murphy (6.) 2:0 Max Clayton (49.) | | Southend United |
| Crewe Alexandra                                                       | Abdul Osman (38.), Max Clayton (70.) | Chris Barker (31.), Kevan Hurst (71.) | Southend United |
| Sonntag, 7. April 2013 um 13:15 Uhr (MEZ) in London (Wembley-Stadion) | | |                 |
| Ergebnis: 2:0 (1:0)                                                   | | |                 |
| Zuschauer: 43.842                                                     | | |                 |
| Schiedsrichter: Nigel Miller                                          | | |                 |
| Spielbericht                                                          | | |                 |